# Mesoleptus remotus
Mesoleptus remotus är en stekelart som först beskrevs av Forster 1876.  Mesoleptus remotus ingår i släktet Mesoleptus och familjen brokparasitsteklar. Inga underarter finns listade i Catalogue of Life.